# Danuta Wawrzynkiewicz
Danuta Kazimiera Wawrzynkiewicz (ur. 4 marca 1938 w Warszawie, zm. 13 listopada 2024 tamże) – polska administratywistka, urzędniczka, doradca prezydenta RP Lecha Kaczyńskiego ds. finansów publicznych.

## Życiorys
Absolwentka administracji na Uniwersytecie Warszawskim. W latach 1956–1981 pracowała w wydziałach finansowych Wojewódzkiej i Stołecznej Rady Narodowej w Warszawie. W 1982 zatrudniona w Ministerstwie Finansów, była naczelnikiem wydziału, wicedyrektorem Departamentu Budżetu Państwa, dyrektorem Departamentu Finansów Samorządu Terytorialnego, a od 2000 do 2004 doradcą ministra finansów. Reprezentowała ministra w Krajowym Sejmiku Samorządu Terytorialnego oraz w Komisji Wspólnej Rządu i Samorządu Terytorialnego. W 2004 objęła funkcję skarbnika miasta stołecznego Warszawy. W 2007 została doradcą etatowym prezydenta Lecha Kaczyńskiego ds. finansów publicznych.
W latach 2006–2010 była przedstawicielem prezydenta w Komisji Nadzoru Bankowego i następnie w Komisji Nadzoru Finansowego. Od października 2015 była członkinią Narodowej Rady Rozwoju powołanej przez prezydenta Andrzeja Dudę.

## Odznaczenia
W 1997 prezydent Aleksander Kwaśniewski odznaczył ją Krzyżem Oficerskim Orderu Odrodzenia Polski. W 2020 prezydent Andrzej Duda nadał jej Krzyż Komandorski tego orderu.
W 2017 otrzymała Odznakę Honorową za Zasługi dla Samorządu Terytorialnego.